# Harriet Smithson
Harriet Smithson (ur. w 1800, zm. 3 marca 1854) – irlandzka aktorka, pierwsza żona kompozytora Hectora Berlioza, który pod wpływem miłości do niej napisał „Symfonię fantastyczną”.

## Życiorys
Urodziła się w 1800 roku, była córką dyrektora teatru. Po raz pierwszy zaczęła występować w 1815 roku w Crow Street Theatre w Dublinie. W roku 1818 zagrała swoją pierwszą londyńską rolę. Nie odniosła wielkiego sukcesu w Wielkiej Brytanii i wyjeżdżała do Paryża w 1828 i 1832 roku. Tam jednym z jej wielbicieli był Hector Berlioz, który odkrył ją w Théâtre de l’Odéon, gdzie grała role Julii i Ofelii w spektaklach Williama Szekspira.
Berlioz zakochał się w irlandzkiej aktorce, podróżował za nią po Europie i wysyłał jej listy, które ona ignorowała. Nieszczęśliwie zakochany, sięgnął po opium. Pod wpływem narkotycznych wizji skomponował swoje najbardziej znane dzieło, „Symfonię fantastyczną”. Ostatecznie Smithson poślubiła Berlioza w roku 1833, ale od 1840 roku żyli w separacji. Ich jedynym dzieckiem był (1834-1867) Louis Berlioz.
Zmarła 3 marca 1854 roku.